# Al-Hijr

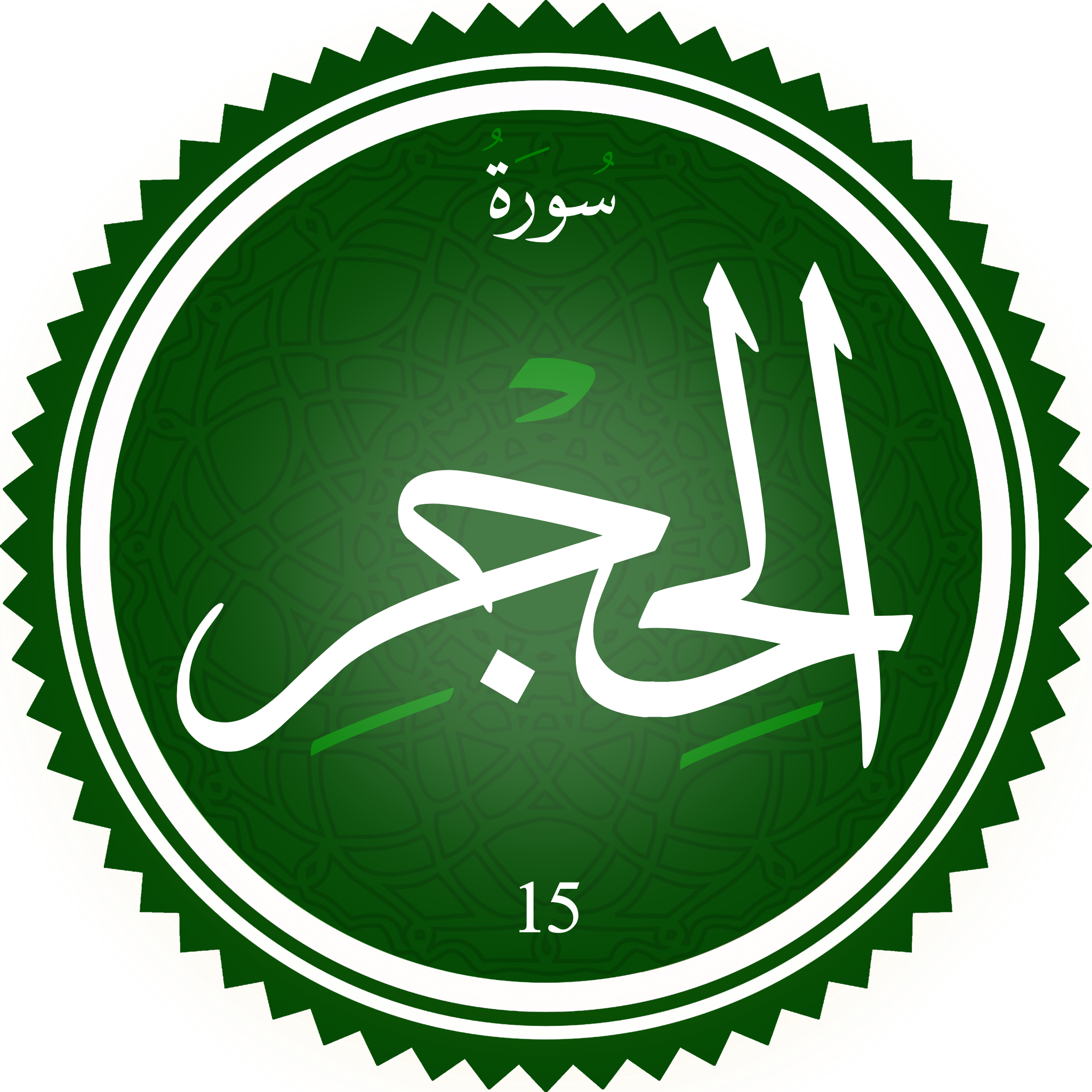
Sura al-Hijr.

Al-Hijr eller Al-Hidjr (arabiska: سورة الحجر, Sūratu al-Hijr) är den femtonde suran (kapitlet) i Koranen. Den består av 99 verser (ayah). Suran är från Mekka-perioden och tros ha uppenbarats för profeten Muhammed kort efter den tolfte suran (Yusuf). Det centrala temat i Al-Hidjr är vittnesbörden om Allahs (Guds) skapelseverk och den vägledning som kommit människan till del genom uppenbarelsen, framförallt uppenbarelsen av Koranen. Enligt en förutsägelse i vers 9 kommer denna att för all tid visa sig oemottaglig för varje försök till förvanskning. Surans titel är hämtad från vers 80 och syftar på den trakt på Arabiska halvön som är känd under detta namn (vilket betyder "klippig trakt" eller "stängt [alternativt förbjudet] område") och är identisk med Hijaz.